# Філофея Афінська
Філофея Афінська (грец. Αγία Φιλοθέη η Αθηναία, в миру — Ригула Венізелос; 1522, Афіни — 19 лютого (4) березня 1589, Калогреза, Османська імперія) — преподобномучениця, свята Елладської православної церкви.

## Біографія

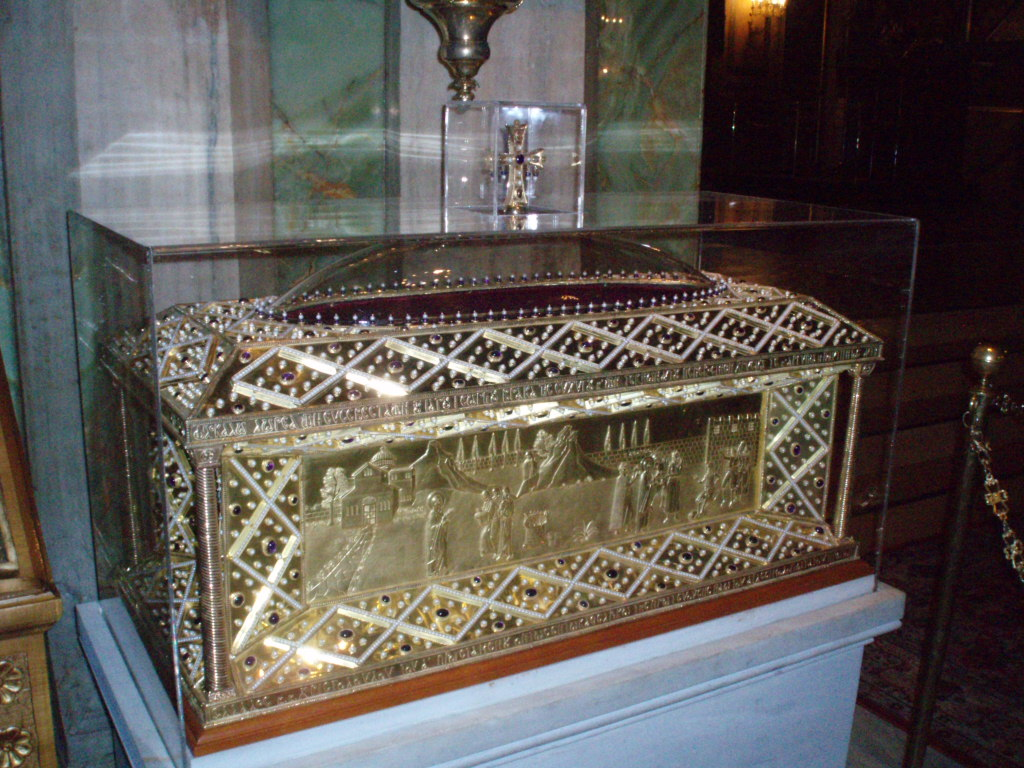
Ковчег с мощами препмц. Філофеї

Народилась в 1522 році в Афінах в сім'ї Сиріги та Ангела Венізелосів, які були відомими не тільки своїми знатністю і багатством, але й глибоким православним благочестям. ЇЇ мати Сиріга часто зверталася в свої молитвах до Пресвятої Богородиці, просила подарувати їй дитину. Через деякий час в подружжя Венізелосов народилася донечка, яку назвали Ригулою. Вихована в глибокій вірі і благочесті, вона при досягненні повноліття вийшла заміж. Але її чоловік виявився людиною жорстокою і грубою, часто бив та мучив дружину. Через три роки після весілля чоловік помер, а Ригула почала поститися, проводити все більше часу за молитвою. Невдовзі вона заснувала жіночий монастир імені святого апостола Андрія Первозваного. Коли будівництво святої обителі було закінчене, Ригула першою прийняла постриг і взяла ім'я Філофея. 
Коли в XVI столітті Греція перебувала під турецьким пануванням і багато афінянок стали рабинями турецьких завойовників, преподобна Філофея витрачала великі кошти для звільнення своїх єдиновірок. Багатьох вона змогла врятувати, викупивши з неволі. Одного дня чотири жінки втекли до монастиря преподобної Феофанії від своїх власників, які вимагали від них зречення християнської віри. Турецька влада, дізнавшись про місцезнаходження гречанок, увірвались до келії преподобної і почали її жорстоко бити. Після цього вже майже несвідому жінку відвели до правителя міста, який велів зачинити її у в'язниці. Вранці на площі перед натовпом турків, преподобній Філофеї поставили ультиматум - якщо вона не відречеться від Христа, то її порубають на шматки. Коли вірна християнка відмовилась і уже очікувала прийняти мученицьку смерть, то Бог подарував їй своє благословіння. На площі зібралось багато православних, тому мусульмани відпустили святу, побоюючись повстання. . Повернувшись в стіни монастиря, преподобна Філофея продовжила своє святе життя, проводила увесь час в молитвах і постах, за котрі отримала дар чудотворіння.
В передмісті Афін, Патісії, Філофея заснувала новий монастир, де стала служити Богу з іншими сестрами. В свято святого Діонісія Ареопагіта турки схопили преподобну Філофею, довго катували її, а потім, напівживу, кинули помирати. Сестри зі сльозами на очах перенесли закривавлену святу преподобномученицю в містечко Калогреза, де вона віддала Богу душу 4 березня 1589 року. Через деякий час святі мощі преподобномучениці Філофеї були перенесені в афінский соборний храм.

## Вшанування
12 грудня 1988 року в містечку Грилльбю, неподалік міста Енчепінга в Швеції за благословінням митрополита Кіпріяна (Куцумбаса) в юрисдикції Синоду конфронтуючих був заснований монастир Святої Філофеї, що діє як підвір'я монастиря Святих Ангелів.